# Santa Caterina de Perpinyà
|  | Per a altres significats, vegeu «Santa Caterina del Vernet». |

Santa Caterina era la capella del convent de les germanes del Tercer Orde de Sant Domènec, o de Santa Caterina de Siena, de la ciutat de Perpinyà, a la comarca del Rosselló, de la Catalunya del Nord. És en el barri de Sant Mateu. El convent es trobava a mig carrer de n'Avellanet (modernament de Santa Caterina). S'establí l'any 1612 en el lloc esmentat, va esdevenir aviat un convent molt pobre, sobrevisqué per les donacions que va rebre, i després es dedicà a l'educació de noies dins d'uns hàbits cristians. Des del segle xix i fins al 1995, el convent fou ocupat pels Caputxins.